# Гражданство обычаев детских
«Гражданство обычаев детских» — сочинение Епифания Славинецкого, рукописный памятник русской педагогики 2-й половины XVII века. Ключевским и Соболевским считалось переводом произведения Эразма Роттердамского De civilitate morum puerilium, однако, строго говоря, это вольный перевод не оригинального текста Эразма, а его переработки, осуществлённой Рейнгардом Гадамарским.
Данное сочинение является показателем педагогической мысли того времени. Это свод правил, обязанностей и норм поведения ребенка среди взрослых, сверстников в школе и дома. В книге содержатся правила благонравия, благочестия. В сборнике имелась специальная глава «об игрании».
Таким образом, воспитание детей в этом сборнике предполагало:
1. религиозно-нравственное воспитание,
2. школьное светское обучение,
3. нравственное воспитание и формирование нравственных привычек и хороших манер.

«Гражданство обычаев детских» содержит детальные правила поведения детей за столом, при беседе, при встречах со взрослыми, в школе, в церкви, во время игр и т. д.